# Cecilia de Luna
Cecilia de Luna coniugata Folliero (fl. XIX secolo) è stata una scrittrice italiana.
Discendente dell'aristocrazia ispano-napoletana, sposò il patriota Giovanni Folliero. Fu autrice di De l'éducation des femmes, un saggio sull'istruzione femminile per il quale ricevette un premio da una società intellettuale parigina. Fu madre della più nota Aurelia Folliero de Luna.

## Opere
- De l'éducation des femmes, ou Moyens de les faire contribuer à la félicité publique, en assurant leur proprie ben-étre, Parigi, Dupont, 1827.
- Saggio filosofico sopra il mezzo di migliorare i giovani, Napoli, 1934.
- Ai dispregiatori del sesso femmineo, libero sunto poetico della lettera di Melchiorre Delfico sulla preferenza dei sessi, Napoli, 1836.